# Olney (Texas)
Olney é uma cidade localizada no estado norte-americano do Texas, no Condado de Young.

## Demografia
Segundo o censo norte-americano de 2000, a sua população era de 3396 habitantes.
Em 2006, foi estimada uma população de 3336, um decréscimo de 60 (-1.8%).

## Geografia
De acordo com o United States Census Bureau tem uma área de
5,3 km², dos quais 5,3 km² cobertos por terra e 0,0 km² cobertos por água. Olney localiza-se a aproximadamente 361 m acima do nível do mar.

## Localidades na vizinhança
O diagrama seguinte representa as localidades num raio de 36 km ao redor de Olney.